# 陳治世
陳治世（1923年6月3日—1999年4月29日），廣東省化州平定人。中華民國法學家。於1986年至1989年間擔任國立政治大學校長。

## 經歷
曾就读于廣東高州中學，國立政治大学外交学系毕业。外交官领事官高等考试及格。历任中華民國國軍翻译官、中学教師、駐韓美軍译员、中華民國外交部科员等职。
1956年赴美，获华盛顿大学政治学硕士及尼布拉斯卡大学政治学博士。
返回台灣後，执教於中華民國國立政治大学，累升至教授、政治学系及外交学系主任。1974年起任法学院院长，曾兼外交研究所、政治研究所所长，中国政治学会总干事，后为國立政治大學校长。
致力研究国际法院体系、机制和运作程序。著有《国际法院之研究》、《国际法院与常设国际法院之比较研究》、《国际法院历次判决之研究》、《条约法公约析论》、《美国政府与政治》等。

## 鏈接
- 政大校長陳治世 先生  （页面存档备份，存于）